# 靈魂料理

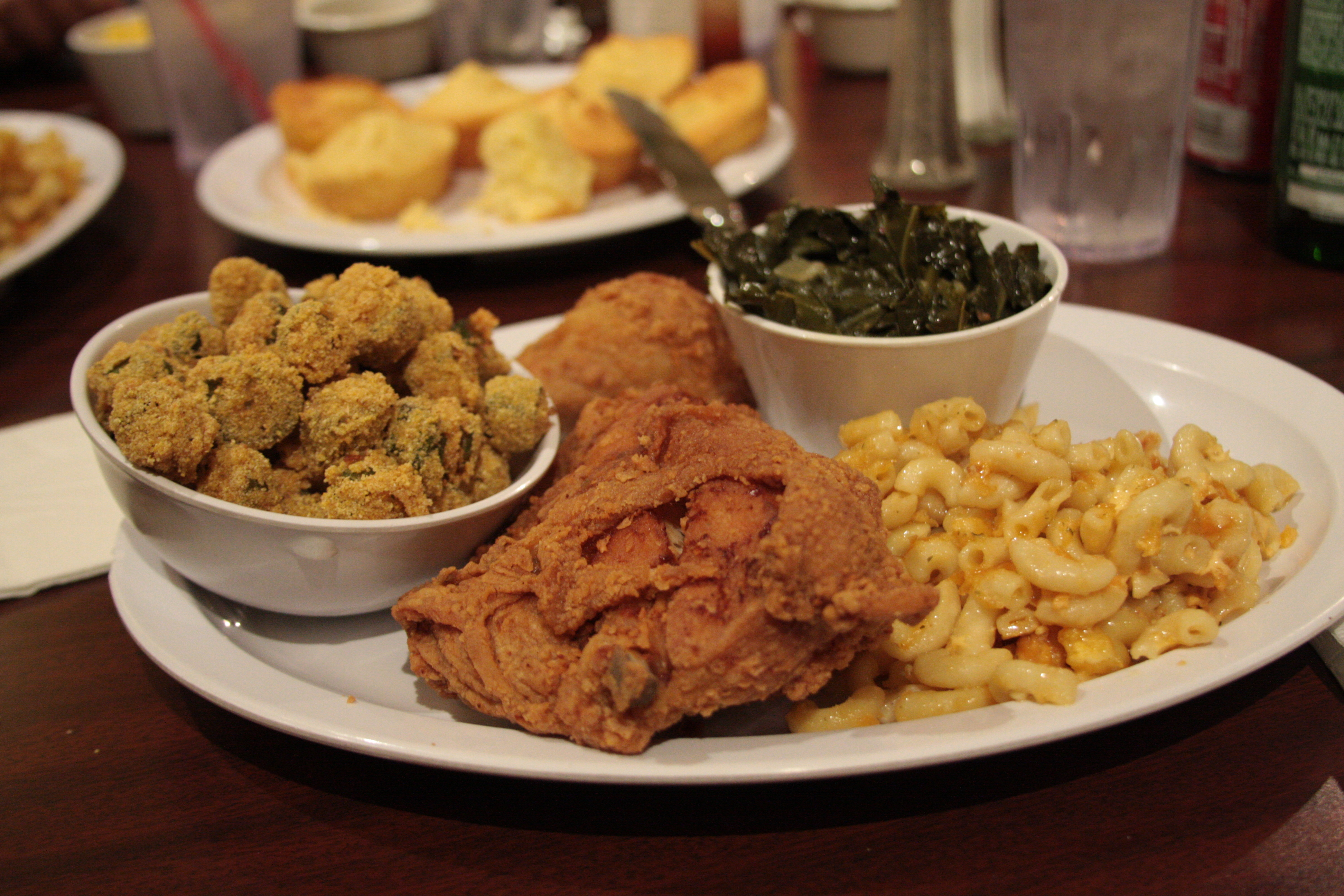
靈魂料理

靈魂料理（英語：Soul food）是一種民族融合菜餚，一開始為十三殖民地時期在殖民地南部農場進行種植工作的西非黑奴所食用。係源自非洲黑人的核果、種子、豆類等原生種食物，夾雜了歐洲殖民者在美洲新大陸發現的玉米、花生、辣椒、番茄等外來種食物，最後在美國本土黑人社區中發展出以玉米、豆類、蔬菜、豬肉為主的飲食內容。

## 名稱由來
靈魂這個詞最早出現在1950年代，指的是在非裔美國人間非常流行的爵士樂，也就是我們常聽見的靈魂樂，但靈魂料理一詞一直到1960年代才比較為人熟悉，並曾出現在Malcolm X於1965年出版的自傳中，隨著非裔美國人民權運動的發展更為聲名遠播，以至於留下相關連的印象。因此當今社會只要聽到靈魂一詞，便很自然地將之與非裔美國人聯想在一起，靈魂料理也很自然地被用來指稱非裔美國人已傳承了好幾個世代的菜餚。

## 起源
靈魂料理是過去美國在實施奴隸制度期間，黑人作為白人的奴隸備受壓迫，奴隸主通常都不會給自己的奴隸吃太好的食物，於是奴隸們不得不自己想辦法，他們開始烹調新的菜餚，把白人奴隸主不吃的蔬菜、肉類或者動物內臟拿來做成一道道廉價但是營養價值高的佳餚，創作出具有家鄉特色風味的料理，帶有一層緬懷自身土地的意義，這即是靈魂料理的雛形。

## 發展
以靈魂料理女王的稱號聞名的Sylvia Woods在1962年在現在著名的哈萊姆區開了一家同名餐廳Sylvia’s。自此，靈魂料理和其食譜持續在70年代蓬勃發展。雖然靈魂料理源自於美國南部，但靈魂料理餐廳現已廣布在美國各區，尤其是有較大的黑人社區的城市，例如芝加哥、紐約、紐澳良、洛杉磯和華盛頓特區。

## 原料及菜餚

### 原料
常見食材有：餅乾、黑眼豆、蠟豆（菜豆的一種）、皇帝豆、紅豆、蕪菁、米、地瓜、羽衣甘藍、鯰魚、雞肺、豬腸、豬油渣、豬背膘、豬肚、豬腳、豬肋、牛頸骨、辣醬、糖漿、馬鈴薯泥、牛奶、通心粉、玉米粥、炸魚、炸冰淇淋、玉米麵包等。

### 菜餚
- 主菜[7]：炸雞或燉雞、炸魚、燉豬肉、燉豬腸、炸牛排、水晶餚肉
- 配菜[7]：黑眼豆、蜜糖地瓜、起司通心粉、燉蔬菜（捲心菜、羽衣甘藍、芥末、蕪菁等）、玉米麵包
- 飲料[7]：紅色飲品（洛神花茶與可樂果茶[6]）
- 甜點[7]：地瓜派、水蜜桃派、磅蛋糕、香蕉布丁

### 經典菜色
| 項目     | 圖片 | 描述 |
| -------- | ---- | --- |
| 炸雞     |      | 在當時的生活條件下，雞是奴隸們唯一可以自己飼養又容易取得的牲畜，將雞肉簡單以醃料與麵粉裹好下去炸，就是一道可以快速填滿胃口又美味的料理。1824年出版《維吉尼亞家庭主婦》是最早收錄關於南方炸雞的食譜書，隨著多次的再版流傳，至今，炸雞是對大部分人來說，是再熟悉不過的靈魂食物代表。有人也會將炸雞搭配鬆餅作食用。                            |
| 玉米麵包 |      | 玉米麵包來自於盛產玉米的美國南方，早期當地因玉米粉比起小麥便宜很多，因此當地人自己發展出來的特色料理。時至如今，常被當作主食食用，也是餐廳裡常見的澱粉配餐之一。 |
| 燉蔬菜   |      | 靈魂料理包含不少蔬菜類，其中最常見的是羽衣甘藍、芥菜、蕪菁、皇帝豆、黑眼豆…等，大多是以高湯去煨菜，有時會與火雞肉、火腿、培根等肉類一起拌炒。 |
| 紅色飲料 |      | 傳統的兩種紅色飲料為：洛神花茶與可樂果茶。兩者皆由黑奴貿易引進美洲的作物，被非裔美國人廣泛用來作為能量飲料或是任何飲品的添加。過去通常是慶祝與歡聚時的必備飲品。 |
| 地瓜派   |      | 以西非飲食裡澱粉主食「地瓜」製成的甜點。作法類似美國人在感恩節餐桌上時常出現的南瓜派，加入淡淡肉桂、黑糖的綿密的地瓜餡。 |
| 水蜜桃派 |      | 厚皮水果派（Cobbler）是美國南方一種很流行的派皮做法，可適用於任何水果，將簡單以糖、香料調味後的水果，放上一個大烤盤後，最後再蓋上一層簡單的比司吉麵團（通常是剩料）烘烤。在罐頭工業尚未發達前，因為季節關係，人們大多只在新鮮水果盛產時的春夏兩季製作厚皮餡派；時至今日，最常見也最受人們歡迎的口味，則是整年不缺貨、使用罐頭製作的蜜桃派。 |

## 健康疑慮
靈魂料理本是準備給每日有大量勞動量的非裔美國奴隸，他們的工作量需要攝取較高熱量以維持體力。幾世紀以來，豬肉及其製品常被使用在靈魂料理中，油炸類的靈魂料理則大部分都使用反式脂肪含量高的氫化植物油(又稱起酥油)，如此的料理方式若沒有適當的運動，將會是肥胖、高血壓、心血管疾病及糖尿病的高風險群，這是非裔美國人有較短平均壽命的其中一個原因。現代有其他更健康的替代方式來烹調靈魂料理，例如用植物油取代起酥油，或是以火雞肉代替豬肉。